# Melanorivulus rossoi
Melanorivulus rossoi, es un pez actinopeterigio de agua dulce, de la familia de los rivulines.
Su nombre rossoi deriva de Aldovan Rosso, el primer recolector de esta nueva especie.

## Distribución y hábitat
Se distribuye por América del Sur, en arroyos y aguas estancadas en Brasil. Habita arroyos de agua tropical, con comporatmiento pelágico.